# Игњатије Печерски
Игњатије Печерски (у. 1434.) архимандрит Кијево-Печерског манастира, светитељ Руске православне цркве. Спомен се празнује 28. августа (по јулијанском календару) и 20. децембра (Сабор преподобних отаца Кијево-Печерских далеких пећина), и у другу недељу (недеља) Великог поста.
Име Игњатије помиње најстарије познато спомен-обележје Кијево-печерског манастира (крај 15. – почетак 16. века). Време Игњатијеве смрти утврђује се на основу чињенице да је његов наследник, архимандрит Никифор, у рукопису из 1434. године именован за игумана. Кратка Игњатијева биографија позната је из натписа преписаног у 17. веку са његовог надгробног споменика: "Монах Игњатије, архимандрит Печерски, за свој свети живот прими од Бога дарове чудотворства и његовом молитвом исцели многе болеснике, а они којима је дата његова просфора, којој је он служио, добише исцељење. После смрти поста онај који је телом и душом положен на небу са Христом, и моли се за нас".
Мошти светог Игњатија налазе се у Далеким (Теодосијевим) пећинама Лавре. Локално поштовање Игњатија почело је крајем 17. века, када је печерски архимандрит Варлам (Јасински) (будући митрополит кијевски) установио прославу Сабора преосвећених отаца Далеких пећина. У првој песми канона Кијевско-печких светитеља Далеких пећина, о њему се извештава: „Игњатије, пастиру монаха и исцелитељу болесника, у невољама нашим помози онима који те поштују, да у твој спомен принесемо песму хвале Богу".
Поштовање у целој цркви почело је након што је Свети Синод у другој половини 18. века дао дозволу да се имена једног броја кијевских светаца унесу у општецрквене месечне календаре. Тропар и Кондак светом Игњатију писани су још у 17. веку. Дан сећања 20. децембра установљен је у другој половини 19. века.